# Pericoma tienshanensis
Pericoma tienshanensis är en tvåvingeart som beskrevs av Jezek 1994. Pericoma tienshanensis ingår i släktet Pericoma och familjen fjärilsmyggor.
Artens utbredningsområde är Kazakstan. Inga underarter finns listade i Catalogue of Life.